# W. Averell Harriman
William Averell Harriman, född 15 november 1891 i New York i New York, död 26 juli 1986 i Yorktown Heights i Westchester County i New York, var en amerikansk politiker för demokratiska partiet, diplomat och affärsman.
Harriman var USA:s handelsminister 1946-1948 och New Yorks guvernör 1955-1958.

## Biografi
Averell Harriman var son till den förmögne järnvägsägaren, E. H. Harriman. Han studerade vid Yale University, där han också var medlem i Skull and Bones-sällskapet. 1913 tog han examen. Averell Harriman var gift tre gånger, sista gången med Pamela Digby.
1915 blev Harriman vice verkställande direktör i Union Pacific Railroad och hade under några år en framgångsrik karriär som affärsman innan han började sin politiska bana. 1932-1946 var han styrelseordförande i Union Pacific Railroad.

### Politisk karriär

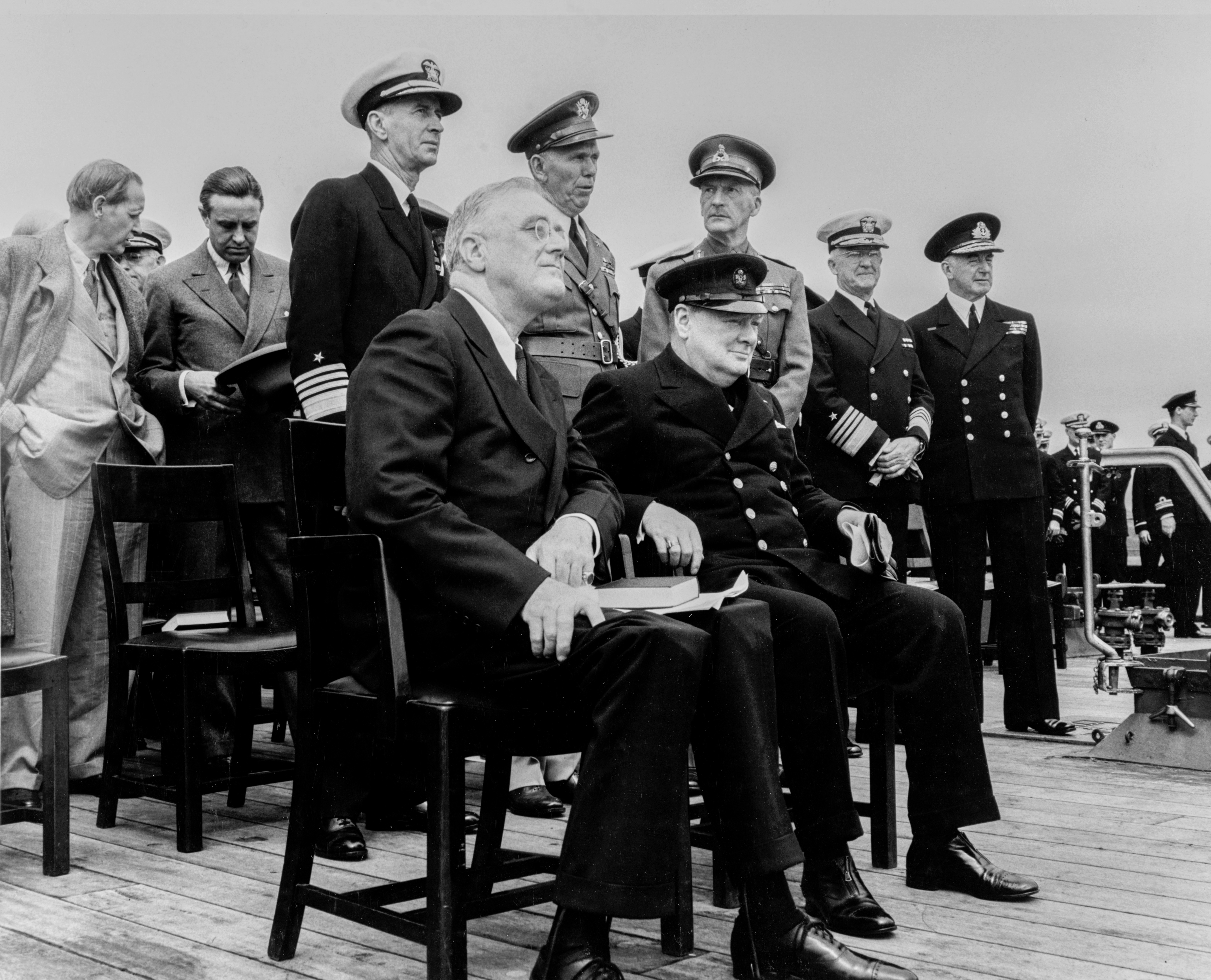
W. Averell Harriman, vid Atlantdeklarationen 1941, näst längst till vänster, i samtal med Harry Hopkins.

Harriman tjänstgjorde som president Franklin D. Roosevelts specielle sändebud i Europa och han var närvarande vid mötet mellan den amerikanske presidenten och Winston Churchill i Placentia Bay 1941. Mötet resulterade i Atlantdeklarationen som fastställde de allierades mål i andra världskriget. Harriman deltog även vid konferenserna i Teheran, Jalta och Potsdam. 1943-1946 var Harriman ambassadör i Sovjetunionen och 1946 var han under en kort tid ambassadör i Storbritannien.
1946 utnämndes Harriman av president Harry S. Truman till handelsminister, en post som han behöll till 1948. Sedan arbetade han med Marshallplanen och under Koreakriget tjänstgjorde han som Trumans säkerhetsrådgivare.
1952 och 1956 kandiderade Harriman till att bli nominerad som demokraternas presidentkandidat men misslyckades. Istället utnämndes Adlai Stevenson till presidentkandidat båda gångerna. Harriman stöddes av Truman 1956. 1955-1959 var Harriman New Yorks guvernör, men lyckades inte bli omvald 1958.
Harriman utnämndes till s.k. resande ambassadör (engelska: Ambassador at Large) av John F. Kennedy 1961 och fick sedan olika tjänster på USA:s utrikesdepartement. Han spelade en viktig roll vid förhandlingarna om provstoppsavtalet för kärnvapen 1963. Harriman blev kvar i utrikesdepartementet även under Lyndon B. Johnsons presidenttid. 1968-1969 ledde han den amerikanska delegationen vid förhandlingarna med Nordvietnam i Paris. Han var senare rådgivare till president Jimmy Carter.
Averell Harriman tilldelades Frihetsmedaljen 1969. Han avled 1986 i Yorktown, New York, 94 år gammal.